# Micro-Star International
MSI (Micro-Star International Co., Ltd, znaky: 微星科技股份有限公司) je tchajwanská multinárodní firma se sídlem ve čtvrti Čung-che města Nová Tchaj-pej vyrábějící výpočetní techniku. Navrhuje, vyvíjí a poskytuje počítačový hardware, související produkty a servis, do kterých patří notebooky, základní desky, grafické karty, All-in-One počítače, servery, průmyslové počítače, počítačové periferie, informační systémy do aut, atd.
Firma byla založena v srpnu 1986 pěti zakladateli – Hsu Xiang (a. k. a. Joseph Hsu), Huang Jinqing (a. k. a. Jeans Huang), Lin Wentong (a. k. a. Frank Lin), Yu Xian'neng (a. k. a. Kenny Yu), a Lu Qilong (a. k. a. Henry Lu). První byznys začal v tchajwanské Nové Tchaj-peji. MSI později expandovala do Čínské lidové republiky kde byla založena vyzkumná a vývojová centra. Společnost také poskytuje globální záruční servis v severní, centralní a Jižní Americe, Asii, Austrálii a Evropě.
Společnost také sponzoruje několik eSportových teamů a také je známá pro pořádání mezinárodní herní soutěže MSI Masters Gaming Arena (dříve známo jako MSI Beat IT).

## Historie

### 80. léta 20. století
Založeno v roce 1986, MSI se nejdříve soustředila na design a výrobu základních desek. Později toho roku MSI představilo první přetaktovanou základní desku řady 286.
Roku 1989 MSI představila první základní desku řady 486.

### 90. léta
V roce 1993 MSI představila první základní desku řady 586.
V roce 1995 MSI představila základní desku Dual Pentium.
V roce 1997 MSI představila Intel Pentium II základní desku s Intel MMX Technologií, zároveň se svými prvnímy grafickými kartami, a první barebone.
V roce 1998 se MSI stala veřejnou firmou a představila první základní desku Socket 7.

### nultá léta 21. století
V roce 2000 byla založena MSI Computer (Shenzhen) Co., Ltd.
V roce 2001 byla založena MSI Electronics (Kunshan) Co., Ltd.
V roce 2002 MSI představila první PC2PC Bluetooth & WLAN základní desku.
V roce 2003 MSI představila první Pen Tablet PC (PenNote3100).
V roce 2004 MSI představila první Notebook product (M510C).
V roce 2008 MSI získala ocenění Top 20 Taiwan Global Brands.
V roce 2009 MSI představila první Ultrabook (X320) a první All-in-One PC (AP1900).

### 10. léta
V roce 2011 získala MSI ocenění Top 100 Taiwan Brands mezi 500. značkami.
V roce 2013 MSI získala 15. rok za sebou ocenění Taiwan Excellence.
V roce 2015 byla MSI hodnocena jako čtvrtá nejlepší notebooková značka za rok 2015 v magazínu Laptop Magazine v USA.
Počátkem roku 2016 MSI oznámila spolupráci s HTC na Vive systému za cílem poskytnutí zážitku Virtuální reality.